# 不二ライトメタル
不二ライトメタル株式会社（ふじライトメタル）はアルミニウムを始めとする軽金属の総合押出加工メーカー。本社は熊本県玉名郡長洲町。近年は新たな事業としてLED商品に力を入れている。
また、KUMADAIマグネシウム合金を加工する専用工場を世界で初めて設置することを発表した。専用工場は2011年12月の稼動を予定している。
KUMADAIマグネシウムについての取り組みが評価され、熊本県工業連合会の第14回熊本県工業大賞に選出された。
2011年7月15日、経済産業省イノベーション拠点立地支援事業として「KUMADAIマグネシウム合金の試作品製造・量産実証の設備・施設整備」事業が採択された。

## 沿革
- 1969年 - サッシその他の建具、金物類の製造、販売を目的として、熊本県熊本市紺屋今町1番25号に資本金3億円で九州不二サツシ株式会社を設立
- 1970年 - 第1期工事完成（熊本県玉名郡長洲町長洲2168番地に本社工場建設、鋳造設備1式、押出機1基、表面処理設備1式、加工・組立ライン）
- 1970年 - 操業開始（住宅用サッシ生産開始）
- 1974年 - 第2期工事完成（押出機2基、表面処理設備1式、ダイス工場）
- 1976年 - 営業部門新設、一般形材営業開始
- 1978年 - 本社を熊本県玉名郡長洲町長洲2168番地に移転
- 1981年 - 大牟田アルミ建材㈱設立、株式取得
- 1992年 - 第3期工事完成　平成3年7月　押出工場完成
- 1992年 - 表面処理工場完成
- 1994年 - 東京営業所・大阪営業所開設
- 1994年 - 商号を九州不二サッシ株式会社に変更
- 1995年 - 福岡証券取引所に株式を上場
- 1996年 - 大阪証券取引所市場第二部に株式を上場
- 2002年 - 東京営業所を東京支店へ昇格
- 2002年 - 株式交換により不二サッシ株式会社の完全子会社化
- 2011年 - 経済産業省イノベーション拠点立地支援事業採択

## 事業所
- 本社・西日本事業部 - 熊本県玉名郡長洲町
- 東日本事業部 - 千葉県市原市
- 東京支店 - 東京都中央区
- 大阪支店 - 大阪市中央区

## 主な取扱商品
- 形材
- 加工品
- LED関連商品
- T-Shooter